# ダニー・デヴィート
ダニー・デヴィート（Danny DeVito、1944年11月17日 - ）は、アメリカ合衆国の俳優・映画監督・プロデューサー。身長147cm。ニュージャージー州出身。

## プロフィール
1944年、ニュージャージー州に生まれる。母親は主婦で父親は様々なビジネス（ドライクリーニング店、雑貨屋、ビリヤード店など）を展開する事業主だった。イタリア系の家系で、アスブリー・パークで育つ。カトリック系の学校を卒業後にアメリカン演劇アカデミーで演技を学び、ブロードウェイなどの舞台に出演。その頃にマイケル・ダグラスと知り合い、ルームシェアするほどの親友となった。その後はスタイリストの見習いとして活動していたが、1975年にダグラスが製作、ミロス・フォアマン監督の『カッコーの巣の上で』で舞台で演じた役と同じマーティーニ役で映画デビューを果たす。テレビシリーズの『TAXI』ではエミー賞も受賞。また『鬼ママを殺せ』で監督デビューを果たす。以後も、俳優、監督、プロデューサーとして才能を発揮している。アメリカのアニメ『ザ・シンプソンズ』では、ホーマー・シンプソンの生き別れた兄役の声を務めている。
映画『ジュニア』などの映画のプロモーションで数度来日している。また、『アザー・ピープルズ・マネー』では少しではあるが芸者風の日本人相手に日本語も披露している。
2012年、ロンドンのウエスト・エンドで初めて舞台に立ち、高い評価を得た。2018年、ドノスティア賞を受賞した。

### 私生活
女優のリー・パールマンと1982年に結婚して現在は3人の父親。妻であるパールマンとは『世にも不思議なアメージング・ストーリー』や『マチルダ』などでも共演している。2012年に離婚が発表された。しかし2013年3月時点では復縁が報道されている。
現在はロサンゼルスビバリーヒルズ在住。フロリダ州に自身が共同経営するレストランも持っており（2011年に閉店）、映画以外のビジネスも積極的に行っている。
ジャック・ニコルソンとは『カッコーの巣の上で』で共演して以来の親友で、『ホッファ』（兼監督）や『マーズ・アタック!』で共演しており、『バットマン リターンズ』の悪役ペンギン役にダニー・デヴィートを推薦したのは前作で悪役ジョーカーを演じていたジャック・ニコルソンである。

## 出演作品

### 映画
| 年   | 題名                                                                      | 役名                                | 備考                                                                         | 吹替                                                                 |
| ---- | ------------------------------------------------------------------------- | ----------------------------------- | ---------------------------------------------------------------------------- | -------------------------------------------------------------------- |
| 1975 | カッコーの巣の上で One Flew Over the Cuckoo's Nest                        | マティーニ                          |                                                                              |                                                                      |
| 1976 | マネー The Money                                                          | バーテンダー                        |                                                                              |                                                                      |
| 1977 | 爆笑!世紀のスター誕生 The World's Greatest Lover                          | アシスタント・ディレクター          |                                                                              |                                                                      |
| 1978 | ゴーイング・サウス Goin' South                                            | ホッグ                              |                                                                              |                                                                      |
| 1979 | ビー・バップU.S.A./突撃!ワルガキ同盟 Swap Meet                            | マックス                            |                                                                              |                                                                      |
| 1983 | 愛と追憶の日々 Terms of Endearment                                        | ヴァーノン・ダラート                | 藤本譲（日本テレビ版）                                                       |                                                                      |
| 1984 | ロマンシング・ストーン 秘宝の谷 Romancing the Stone                       | ラルフ                              | 緒方賢一（日本テレビ版） 池田勝（テレビ朝日版）                              |                                                                      |
| 1984 | 暗黒街の人気モノ/マシンガン・ジョニー Johnny Dangerously                  | バー                                | 緒方賢一（日本テレビ版）                                                     |                                                                      |
| 1984 | レイティング・ゲーム The Ratings Game                                     | Vic De Salvo                        | 兼監督                                                                       | 秋元羊介                                                             |
| 1985 | ナイルの宝石 The Jewel of the Nile                                        | ラルフ                              |                                                                              | 青野武（フジテレビ版） 辻親八（テレビ朝日版）                        |
| 1985 | マッド・オフィス Head Office                                              | フランク・ステッドマン              | （吹き替え版なし）                                                           |                                                                      |
| 1986 | 殺したい女 Ruthless People                                                | サム・ストーン                      | 青野武（フジテレビ版）                                                       |                                                                      |
| 1987 | ティンメン/事の起こりはキャデラック Tin Men                               | アーネスト・ティリー                | （吹き替え版なし）                                                           |                                                                      |
| 1987 | 鬼ママを殺せ Throw Momma from the Train                                   | オーウェン                          | 兼監督                                                                       | 緒方賢一（機内上映版）                                               |
| 1988 | ツインズ Twins                                                            | ヴィンセント・ベネディクト          |                                                                              | 内海賢二（ソフト版） 樋浦勉（テレビ朝日版）                          |
| 1989 | ローズ家の戦争 The War of the Roses                                       | ギャビン・ダマート                  | 兼監督                                                                       | 石田太郎（ソフト版） 青野武（フジテレビ版）                          |
| 1991 | アザー・ピープルズ・マネー Other People's Money                           | ローレンス・ガーフィールド          |                                                                              | 坂上二郎                                                             |
| 1992 | バットマン リターンズ Batman Returns                                      | オズワルド・コブルポット / ペンギン | 樋浦勉（ソフト版） 石田太郎（テレビ朝日版） 菅生隆之（テレビ朝日版追加収録） |                                                                      |
| 1992 | ホッファ Hoffa                                                            | ボビー・チャロ                      | 兼監督・製作                                                                 | 稲葉実（VHS版） 不明（機内上映版）                                   |
| 1993 | みんな愛してる Jack the Bear                                              | ジョン                              |                                                                              | 樋浦勉                                                               |
| 1993 | ラスト・アクション・ヒーロー Last Action Hero                             | アニメーティッド・キャット          | 声の出演（クレジットなし）                                                   | 立木文彦（ソフト版） 田の中勇（フジテレビ版） 大川透（テレビ朝日版） |
| 1993 | ベイビー・トーク3 ワンダフル・ファミリー Look Who's Talking Now           | ロックス                            | 声の出演                                                                     | 富田耕生                                                             |
| 1994 | 勇気あるもの Renaissance Man                                              | ビル・レイゴー                      |                                                                              | 富田耕生                                                             |
| 1994 | ジュニア Junior                                                           | ラリー・アルボガスト                | 池田勝（ソフト版） 山野史人（日本テレビ版）                                  |                                                                      |
| 1995 | ゲット・ショーティ Get Shorty                                             | マーティン・ウィア                  | 兼製作                                                                       | 勝田久                                                               |
| 1996 | マチルダ Matilda                                                          | ミスター・ワームウッド ナレーション | 兼監督・製作                                                                 | 樋浦勉                                                               |
| 1996 | スペース・ジャム Space Jam                                                | スワック・ハンマー                  | 声の出演                                                                     | 青野武                                                               |
| 1996 | マーズ・アタック! Mars Attacks!                                           | ギャンブラー                        |                                                                              | 樋浦勉（ソフト版） 青野武（テレビ東京版）                            |
| 1997 | L.A.コンフィデンシャル L.A. Confidential                                  | シド・ハッジェンス                  | 永井一郎（ソフト版） 青野武（フジテレビ版）                                  |                                                                      |
| 1997 | ヘラクレス Hercules                                                       | フィル（ピロクテテス）              | 声の出演                                                                     | 永井一郎                                                             |
| 1997 | レインメーカー The Rainmaker                                              | デック・シフレット                  |                                                                              | 辻親八                                                               |
| 1997 | メン・イン・ブラック Men in Black                                         | テレビモニターのエイリアン          | クレジットなし                                                               |                                                                      |
| 1998 | マンハッタンで抱きしめて Living Out Loud                                  | パット                              | 兼製作                                                                       | 麦人                                                                 |
| 1999 | ヴァージン・スーサイズ The Virgin Suicides                                | ホニカー医師                        |                                                                              | 楠見尚己                                                             |
| 1999 | ビッグ・チャンス The Big Kahuna                                           | フィル・クーパー                    | 後藤哲夫                                                                     |                                                                      |
| 1999 | マン・オン・ザ・ムーン Man on the Moon                                    | ジョージ・シャピロ                  | 兼製作                                                                       | 富田耕生                                                             |
| 2000 | MONA 彼女が殺された理由 Drowning Mona                                     | ワイアット・ラッシュ                | 兼製作総指揮                                                                 | TBA                                                                  |
| 2000 | スクリュード/ドジドジ大作戦 Screwed                                       | グローヴァー・クリーヴァー          |                                                                              | （吹き替え版なし）                                                   |
| 2001 | ビッグ・マネー What's the Worst That Could Happen?                        | マックス・フェアバンクス            | 樋浦勉                                                                       |                                                                      |
| 2001 | ザ・プロフェッショナル Heist                                              | ミッキー・バーグマン                | 富田耕生                                                                     |                                                                      |
| 2002 | オースティン・パワーズ ゴールドメンバー Austin Powers in Goldmember       | 本人                                | 岩崎ひろし                                                                   |                                                                      |
| 2002 | デス・トゥ・スムーチー Death to Smoochy                                   | バーク・ベネット                    | 兼監督                                                                       | （吹き替え版なし）                                                   |
| 2003 | 僕のニューヨークライフ Anything Else                                      | ハーヴィ・ウェクスラー              |                                                                              | （吹き替え版なし）                                                   |
| 2003 | ビッグ・フィッシュ Big Fish                                               | エーモス・キャロウェイ団長          | 北川勝博（ソフト版） 後藤哲夫（機内上映版）                                  |                                                                      |
| 2005 | Be Cool/ビー・クール Be Cool                                              | マーティン・ウィアー                | 兼製作                                                                       | 水内清光                                                             |
| 2005 | ビューティフルメモリー Marilyn Hotchkiss' Ballroom Dancing & Charm School | ブース                              |                                                                              | （吹き替え版なし）                                                   |
| 2006 | ミーシャ・バートンのSex in Ohio The Oh in Ohio                            | ウェイン                            | 秋元羊介                                                                     |                                                                      |
| 2006 | ザ・ゲーム Even Money                                                     | ウォルター                          | 兼製作                                                                       | TBA                                                                  |
| 2006 | 素敵な人生のはじめ方 10 Items or Less                                     | ビッグD                             |                                                                              | TBA                                                                  |
| 2006 | ライトアップ! イルミネーション大戦争 Deck the Halls                       | バディ・ホール                      | 青野武                                                                       |                                                                      |
| 2007 | 恋愛上手になるために The Good Night                                       | メル                                | （吹き替え版なし）                                                           |                                                                      |
| 2007 | ポリス・バカデミー/マイアミ危機連発! Reno 911!: Miami                     | 地方検事                            | （吹き替え版なし）                                                           | 兼製作                                                               |
| 2007 | プロフェッサー Nobel Son                                                  | ジョージ                            | （吹き替え版なし）                                                           |                                                                      |
| 2009 | ソリタリー・マン Solitary Man                                             | ジミー                              | TBA                                                                          |                                                                      |
| 2010 | みんな私に恋をする When in Rome                                           | アル・ルッソ                        | 福田信昭                                                                     |                                                                      |
| 2010 | 容疑者、ホアキン・フェニックス I'm Still Here                             | -                                   | ドキュメンタリー                                                             | （吹き替え版なし）                                                   |
| 2011 | トラブルナイト in L.A. Girl Walks Into a Bar                              | アルド                              |                                                                              | （吹き替え版なし）                                                   |
| 2012 | ロラックスおじさんの秘密の種 Dr. Seuss' The Lorax                         | ロラックスおじさん                  | 声の出演                                                                     | 志村けん                                                             |
| 2014 | トッド・ソロンズの子犬物語 Wiener-Dog                                     | デイヴ                              |                                                                              | （吹き替え版なし）                                                   |
| 2016 | ザ・コメディアン The Comedian                                             | ジェームズ・バーコウィッツ          | 日本劇場未公開                                                               | N/A                                                                  |
| 2017 | アニマルクラッカー まほうのサーカス Animal Crackers                       | チェスターフィールド                | 声の出演                                                                     | かぬか光明                                                           |
| 2018 | スモールフット Smallfoot                                                  | ドーグル                            | 声の出演                                                                     | 富田耕生                                                             |
| 2019 | ダンボ Dumbo                                                              | マックス・メディチ                  |                                                                              | 浦山迅                                                               |
| 2019 | ジュマンジ/ネクスト・レベル Jumanji: The Next Level                       | エディ・ギルピン                    | [ 7 ]                                                                        | 浦山迅                                                               |
| 2020 | ゴリラのアイヴァン The One and Only Ivan                                  | ボブ                                | 声の出演                                                                     | 斎藤志郎                                                             |
| 2021 | アウシュヴィッツの生還者 The Survivor                                     | チャーリー・ゴールドマン            | 兼製作総指揮                                                                 | （吹き替え版なし）                                                   |
| 2023 | ホーンテッドマンション Haunted Mansion                                    | ブルース                            |                                                                              | 温水洋一                                                             |
| 2023 | FLY!/フライ! Migration                                                    | ダン                                | 声の出演                                                                     | 羽佐間道夫                                                           |
| 2024 | ビートルジュース ビートルジュース Beetlejuice Beetlejuice                 | 清掃員                              |                                                                              | 宮澤正                                                               |

### テレビシリーズ
| 年          | 題名                                                           | 役名                           | 備考                                               | 吹替     |
| ----------- | -------------------------------------------------------------- | ------------------------------ | -------------------------------------------------- | -------- |
| 1977        | 刑事スタスキー&ハッチ Starsky and Hutch                        | ジョン・ジョン・ザ・アップル   | 1エピソード                                        |          |
| 1977        | 女刑事ペパー Police Woman                                      | ナポレオン                     | 1エピソード                                        |          |
| 1978 - 1983 | TAXI Taxi                                                      | ルーイ・デ・パルマ             | 113エピソード                                      |          |
| 1986        | 世にも不思議なアメージング・ストーリー Amazing Stories         | ハーバート                     | エピソード『呪いの結婚指輪』 主演兼監督            | 阪脩     |
| 1988        | セサミストリート Sesame Street                                 | ヴィンセント・ヴァン・グラウチ | ゲスト出演                                         | 玄田哲章 |
| 1991、2013  | ザ・シンプソンズ The Simpsons                                  | ハーブ・パウエル               | 声のゲスト出演                                     | 青野武   |
| 2004        | フレンズ Friends                                               | ロイ（ストリッパー）           | 第10シーズン第11話「ゴージャスすぎるストリッパー」 | 勝田久   |
| 2006 -      | フィラデルフィアは今日も晴れ It's Always Sunny in Philadelphia | フランク・レイノルズ           |                                                    |          |
| 2018        | コミンスキー・メソッド The Kominsky Method                     | ウェクスラー医師               | 8エピソード                                        | 谷内健   |
| 2023        | アーノルド Arnold                                              | 本人役                         | Netflixオリジナルシリーズ ドキュメンタリー         | 相馬康一 |

## 製作・監督作品
| 年        | 題名                                       | 担当               | 備考           |
| --------- | ------------------------------------------ | ------------------ | -------------- |
| 1994      | リアリティ・バイツ Reality Bites           | 製作               |                |
| 1994      | エイト・セカンズ/伝説の8秒 8 Seconds       | 共同製作           |                |
| 1994      | パルプ・フィクション Pulp Fiction          | 製作総指揮         |                |
| 1996      | ザ・コーチ/勝利のダンク Sunset Park        | 製作               |                |
| 1996      | フィーリング・ミネソタ Feeling Minnesota   | 製作               |                |
| 1997      | ガタカ Gattaca                             | 製作               |                |
| 1998      | ペンタゴン・ウォーズ The Pentagon Wars     | 製作総指揮         | テレビ映画     |
| 1998      | アウト・オブ・サイト Out of Sight          | 製作               |                |
| 2000      | エリン・ブロコビッチ Erin Brockovich       | 製作               |                |
| 2001      | ケイブマン The Caveman's Valentine         | 製作               |                |
| 2001      | ビー・バッド・ボーイズ How High            | 製作               |                |
| 2001–2002 | UCアンダーカバー 特殊捜査班 UC: Undercover | 製作総指揮（13話） | テレビシリーズ |
| 2002      | The American Embassy                       | 製作総指揮（6話）  | テレビシリーズ |
| 2003      | おまけつき新婚生活 Duplex                  | 監督・ナレーション |                |
| 2003      | キャンプ Camp                              | 製作               |                |
| 2003–2009 | Karen Sisco                                | 製作総指揮（10話） | テレビシリーズ |
| 2003–2009 | Reno 911!                                  | 製作総指揮（88話） | テレビシリーズ |
| 2004      | ポリーmy love Along Came Polly             | 製作               |                |
| 2004      | 終わりで始まりの4日間 Garden State         | 製作総指揮         |                |
| 2007      | フリーダム・ライターズ Freedom Writers     | 製作               |                |

## 参照
1. ↑  Dani Shapiro (2010年6月29日). “My favorite place: Danny DeVito”.   articles.cnn.com. 2010年11月11日時点のオリジナルよりアーカイブ。2012年5月31日閲覧。
2. ↑  “ダニー・デヴィート、67歳でウエストエンド・デビュー　英各紙から好評”. シネマトゥデイ. (2012年5月22日) 2013年1月5日閲覧。
3. ↑  What's in Stage
4. ↑  “ダニー・デヴィート、30年来の妻と離婚へ”. シネマトゥデイ. (2012年10月9日) 2013年1月5日閲覧。
5. ↑  “離婚の危機を回避　ダニー・デヴィートとリー・パールマンが復縁”. シネマトゥデイ. (2013年3月20日) 2013年4月27日閲覧。
6. ↑  DeVito South Beach
7. ↑  “『ジュマンジ／ネクスト・レベル』クリスマス日米同時公開決定、予告編が到着 ─ ロック様ほか前作キャスト全員集合、名優おじいちゃんコンビ＆美女参戦”.   THE RIVER (2019年7月1日). 2019年7月1日閲覧。